# Bicupola pentagonale giroelongata
In geometria solida, la bicupola pentagonale giroelongata è un poliedro con 42 facce che può essere costruito, come intuibile dal suo nome, allungando una bicupola pentagonale, sia essa un'ortobicupola pentagonale o una girobicupola pentagonale, inserendo un'antiprisma decagonale tra la due cupole pentagonali che la compongono.

## Caratteristiche
Se tutte le sue facce sono poligoni regolari una bicupola pentagonale giroelongata è uno dei 92 solidi di Johnson, in particolare quello indicato come J46, ossia un poliedro strettamente convesso avente come facce dei poligoni regolari ma comunque non appartenente alla famiglia dei poliedri uniformi.
Tale bicupola è uno dei cinque solidi di Johnson chirali, vale a dire che di essa esiste sia una versione sinistrorsa, sia una versione destrorsa. Nella figura qui riportata a sinistra, ogni faccia quadrata della metà inferiore del poliedro è connessa a una delle facce quadrate nella parte superiore a destra di essa attraverso due triangoli, nella versione con chiralità opposta, invece, ogni faccia quadrata della metà inferiore è connessa, sempre attraverso due triangoli, a una faccia quadrata posta nella metà superiore a sinistra di essa. Le due forme chirali non sono considerate due solidi di Johnson diversi.

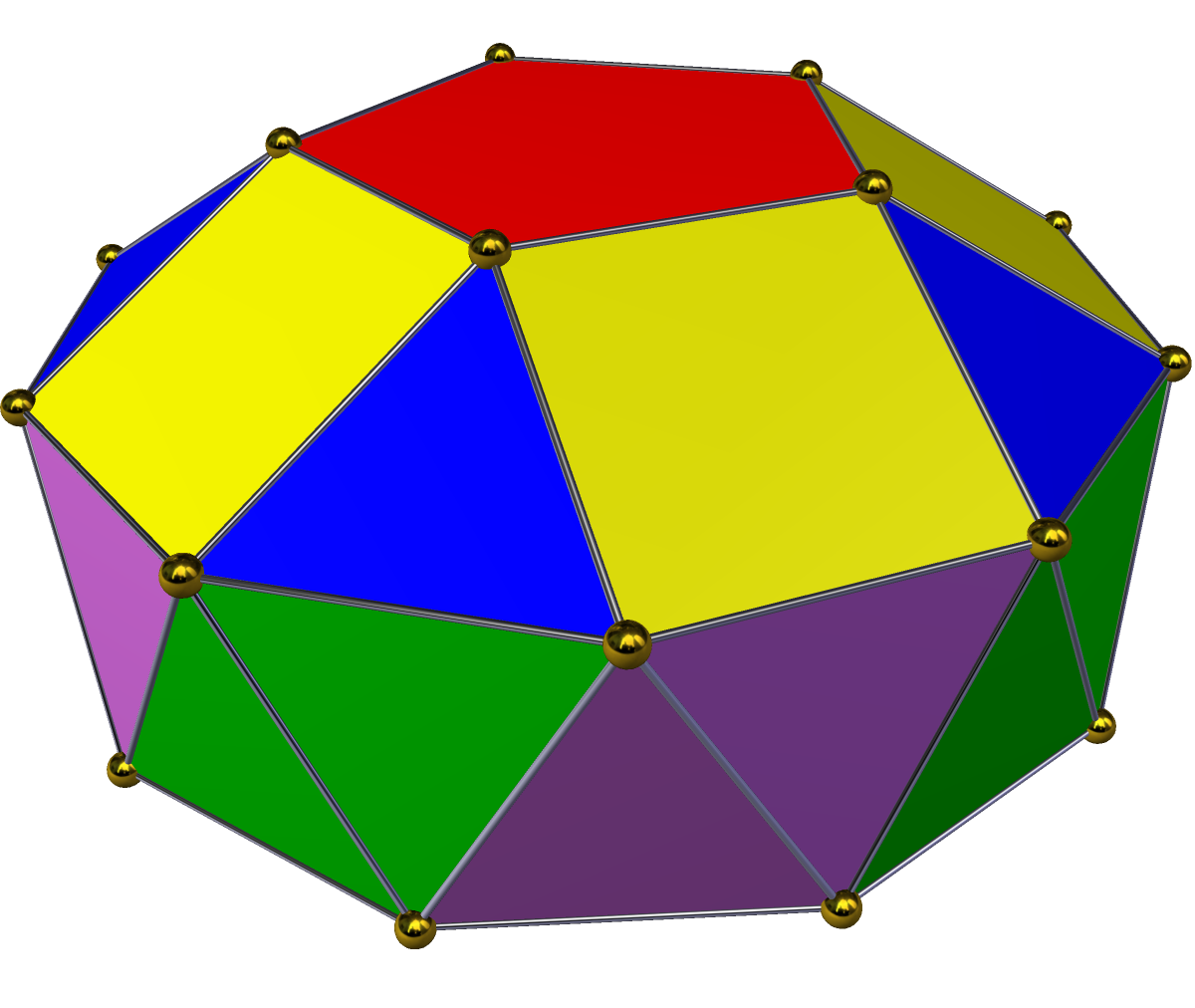
Versione destrorsa
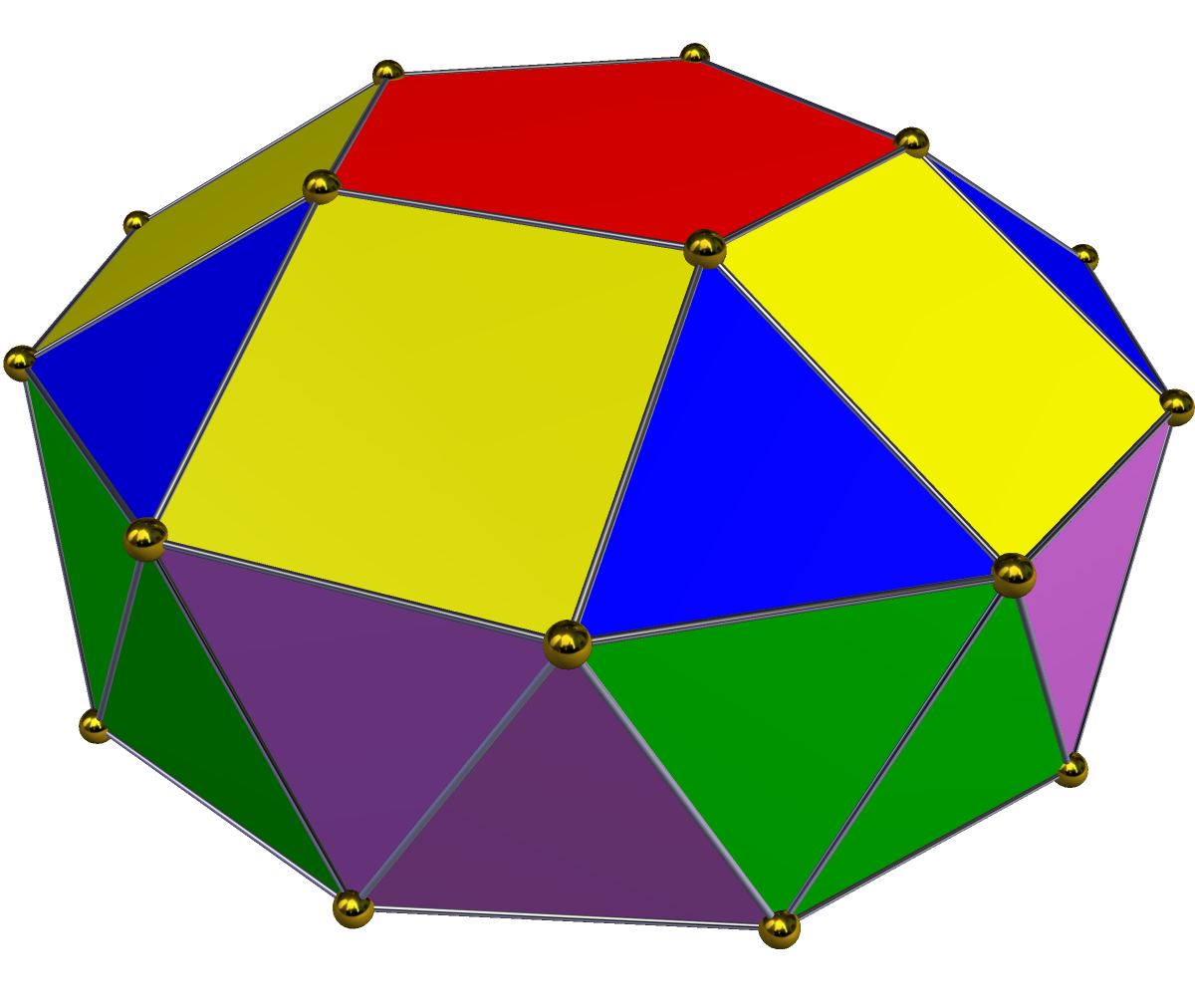
Versione sinistrorsa

Per quanto riguarda i 30 vertici di questo poliedro, su 10 di essi incidono una faccia pentagonale, due quadrate e una triangolare, mentre sugli altri 20 incidono una faccia quadrata e quattro triangolari.

## Formule
Considerando una bicupola pentagonale giroelongata avente come facce dei poligoni regolari aventi lato di lunghezza {\displaystyle a}, le formule per il calcolo del volume {\displaystyle V} e della superficie {\displaystyle A} risultano essere:
{\displaystyle V={\frac {a^{3}}{3}}\left(5+4{\sqrt {5}}+5{\sqrt {{\frac {1}{2}}\left({\sqrt {650+290{\sqrt {5}}}}-{\sqrt {5}}-1\right)}}\right)\approx 11,397378\ldots a^{3};}
{\displaystyle A={\frac {a^{2}}{2}}\left(20+15{\sqrt {3}}+{\sqrt {25+10{\sqrt {5}}}}\right)\approx 26,4313359\ldots a^{2}.}